# Borca di Cadore
Borca di Cadore es una localidad italiana de la provincia de Belluno, región de Véneto , con 817 habitantes.

## Evolución demográfica
| Gráfica de evolución demográfica de Borca di Cadore entre 1861 y 2001 |
|                                                                       |
| Fuente ISTAT - elaboración gráfica de Wikipedia                       |